# Stanisław Czynciel
Stanisław Czynciel (ur. 5 października 1896 w Tarnobrzegu, zm. 17 marca 1942 w Dżalal Abad, Kirgiska SRR) – major lekarz Wojska Polskiego.

## Życiorys
W latach 1906–1910 uczęszczał do Gimnazjum im. Adama Mickiewicza we Lwowie, a następnie do Gimnazjum im. Jana III Sobieskiego w Krakowie.
13 kwietnia 1915 został powołany do 40 pułku piechoty armii austriackiej w Samborze. Ukończył oficerską szkołę artylerii w Hajmasker na Węgrzech. Walczył na froncie rosyjskim. 10 kwietnia 1918 wstąpił do oddziałów WP na Murmaniu jako dowódca plutonu desantowego i przeciwpancernego. Uczestniczył w obronie Archangielska jako szef sekcji dział desantowych w baterii oficerskiej.
25 października 1918 ewakuowany do Francji. 5 listopada 1918 wstąpił do armii gen. Józefa Hallera we Francji. Od 1 lipca 1919 w składzie 11 pułku artylerii polowej w Grudziądzu walczył na froncie litewsko-białoruskim w wojnie polsko-bolszewickiej. Od 11 lutego 1921 służył w 11 pułku artylerii polowej w Stanisławowie.
W grudniu 1921 odkomenderowany na studia na Wydziale Lekarskim Uniwersytetu Jagiellońskiego w Krakowie (absolutorium). 8 stycznia 1929 zdobył dyplom lekarski na Uniwersytecie Jana Kazimierza we Lwowie.
W 1929 został młodszym lekarzem w 3 pułku strzelców podhalańskich w Bielsku-Białej, następnie lekarzem w 14 pułku Ułanów Jazłowieckich we Lwowie oraz w 22 pułku Ułanów Podkarpackich w Brodach. W 1938 został naczelnym lekarzem Korpusu Kadetów nr 1 Marszałka Józefa Piłsudskiego we Lwowie.
W kampanii wrześniowej 1939 był naczelnym lekarzem Kresowej Brygady Kawalerii walczącej w składzie Armii „Łódź”. Uczestniczył w obronie linii rzeki Warty pod Sieradzem, obronie Zgierza. Po rozbiciu brygady wszedł w skład Grupy Operacyjnej Kawalerii gen. Andersa, a następnie (po jej rozbiciu 26 września 1939 pod Sądową Wisznią dostał się do niewoli radzieckiej. Osadzony w łagrze. Latem 1941, w wyniku układu Sikorski-Majski, zwolniony z obozu.
We wrześniu 1941 w Tatiszczewie k. Saratowa wstąpił do armii polskiej. Został lekarzem w 5 Wileńskiej Dywizji Piechoty. Zorganizował polowy szpital zakaźny w G‘uzor w Uzbekistanie w czasie epidemii tyfusu.
Zmarł w wyniku zarażenia tyfusem plamistym. Pochowany na obecnie nieistniejącym cmentarzu katolickim 5 Dywizji Piechoty w Dżalal Abad (grób 43).

## Awanse
- podporucznik
- porucznik – ze starszeństwem z dniem 1 czerwca 1919
- kapitan – ze starszeństwem z dniem 1 stycznia 1931
- major – ze starszeństwem z dniem 19 marca 1938

## Ordery i odznaczenia
- Złoty Krzyż Zasługi (25 maja 1939)[2]
- Medal Niepodległości (23 grudnia 1933)[3]
- Medal Pamiątkowy za Wojnę 1918–1921
- Medal Dziesięciolecia Odzyskanej Niepodległości
- Medal Zwycięstwa („Médaille Interalliée”)